# Synosternus somolicus
Synosternus somolicus är en loppart som först beskrevs av Jordan et Rothschild 1908.  Synosternus somolicus ingår i släktet Synosternus och familjen husloppor. Inga underarter finns listade i Catalogue of Life.